# 말리크
말리크(아랍어: ملك)는 아랍어로 국왕을 뜻하는 단어로, 아랍권의 군주 칭호이다. 고대 이스라엘의 국왕 칭호인 멜렉과는 어원이 같다.